# Institut für Slawistik der Universität Wien
Das Institut für Slawistik an der Philologisch-Kulturwissenschaftlichen Fakultät der Universität Wien betreut slawische Sprachwissenschaft, Literaturwissenschaft sowie Areal- und Kulturwissenschaft in Forschung und Lehre und befindet sich im Hof 3 des Campus der Universität Wien. Seit seiner Gründung im Jahre 1849 hat es sich als weltweit größte Forschungs- und Lehrstätte für slawische Sprachen, Literaturen und Kulturen etabliert und forscht auch auf international und im deutschsprachigen Raum deutlich unterrepräsentierten Gebieten wie der Bohemistik, Bulgaristik, Paläoslawistik, Slowakistik und Ukrainistik.

## Forschungsschwerpunkte
In Forschung und Lehre werden folgende Schwerpunkte gesetzt:
- Sprach-, Literatur- und Kulturkontaktforschung
- Kontakt- und Soziolinguistik
- Slawische Dialektologie einschließlich Burgenlandkroatisch und Slowenisch in Kärnten
- Slawische Literaturen im Vergleich und in ihrem Bezug zur deutschsprachigen Literatur
- Slawische Mediävistik (frühmittelalterliches Slawisch inklusive Urslawisch)
- Slawisches Substrat in Österreich
- Vergleichende slawische Sprachwissenschaft
- Geschichte der slawischen Schriftsprachen

## Geschichte
Mit 7. Oktober 1775 wurde der Unterricht der tschechischen Sprache und Literatur an der Universität Wien eingeführt; sie verfügt damit über die älteste universitäre Bohemistik weltweit. Als erster Professor versah hier Josef Valentin Zlobický (1743–1810) aus Velehrad seinen Dienst. Er war es auch, der den weltweit ersten Entwurf eines Studiums aller slawischen Sprachen ausarbeitete.
1849 wurde das Institut für slawische Philologie und Altertumskunde an der Universität schließlich offiziell gegründet. Die Universität Wien verfügt damit auch über die älteste universitäre Slawistik weltweit. Erster Lehrstuhlinhaber war Franz von Miklosich (1813–1891) aus Pichelberg (slowenisch: Radomerščak) bei Luttenberg in der Steiermark.
Das Institut konnte sich (auch wegen seines Standortes in Wien als der Hauptstadt der Habsburgermonarchie) bald als Forschungszentrum etablieren. 1822 war in Wien das Gründungswerk der wissenschaftlichen Forschung zum Kirchenslawischen erschienen; die Institutiones linguae Slavicae dialecti veteris von Josef Dobrovský, 1954 publizierte hier Rudolf Jagoditsch die Altkirchenslawische Grammatik von Nikolai Sergejewitsch Trubetzkoy. Außerdem wurden in Wien zwei slawistische Fachzeitschriften begründet: das Wiener Slavistische Jahrbuch (1950) und der Wiener Slawistische Almnach (1978), der mittlerweile am Institut für Slawistik der LMU München herausgegeben wird.

## Studienmöglichkeiten
Derzeit können folgende Studien inskribiert werden:
- Bachelorstudium der Slawistik
- Masterstudium der Slawistik
- Bachelor-Lehramtsstudium der Unterrichtsfächer Bosnisch/Kroatisch/Serbisch, Polnisch, Russisch, Slowakisch, Slowenisch und Tschechisch
- Master-Lehramtsstudium der Unterrichtsfächer Bosnisch/Kroatisch/Serbisch, Polnisch, Russisch, Slowakisch, Slowenisch und Tschechisch

Studenten anderer Studien können aus dem Angebot folgender Erweiterungscurricula wählen (der Umfang beträgt je 15 ECTS):
- Slawische Grundkompetenz I
- Slawistische Grundkompetenz II
- Slawisches Österreich – Minderheiten – Migration

Für den Studienbeginn sind keine Kenntnisse in den slawischen Sprachen vorgeschrieben. Studienanfänger, die bereits über Sprachkenntnisse verfügen, können eine Modulprüfung zur Sprachbeherrschung ablegen.
Das Lehrangebot umfasst Sprachkurse (von den Grundlagen bis zu kompetenter Sprachverwendung) in den Sprachen Bulgarisch, Bosnisch/Kroatisch/Serbisch, Polnisch, Slowakisch, Russisch, Slowenisch, Tschechisch und Ukrainisch, Vorlesungen, Konversatorien, Proseminare und Seminare zur slawistischen Sprachwissenschaft (synchron und diachron), Literaturwissenschaft sowie Areal- und Kulturwissenschaft, Lehrveranstaltungen zur individuellen Schwerpunktbildung und zur Fachdidaktik slawischer Sprachen.

## Wissenschaftliches Personal
Professuren nach § 98 UG
- Professur für Ostslawische Literaturen: Fedor B. Poljakov (seit 1. September 2005)
- Professur für Südslawische Literatur- und Kulturwissenschaft: Miranda Jakiša (seit 1. Februar 2019)
- Professur für Slavische Sprachwissenschaft und Textsyntax: Michael Moser (seit 1. April 2019)
- Professur für Westslawische Sprachwissenschaft: Stefan Michael Newerkla (seit 1. März 2004)

Vertretungs- und Gastprofessuren
- Professur für Ostslawische Sprachwissenschaft (unter besonderer Berücksichtigung der Russistik): Elias Moncef Bounatirou (1. Oktober 2022 – 30. September 2026)
- Professur für Slowenistik: Janja Vollmaier Lubej  (1. Oktober 2024 – 30. September 2027)

Tenure-Track Positionen
- Altslawische Philologie und Balkanistik: Roman Krivko
- Westslawische Literatur- und Kulturwissenschaft: Anna Seidel

Assoziierte Professuren
- Venia für Slawische Sprachwissenschaft: Emmerich Kelih

Außerordentliche Professuren
- Venia für Didaktik der südslawischen Sprachen: Elizabeta Jenko
- Venia für Slawistik: Literaturwissenschaft: Stefan Simonek

Assistenzprofessuren
- Polnische Literaturwissenschaft: Jolanta Doschek
- Tschechische und slowakische Literaturwissenschaft: Gertraude Zand

Privatdozenturen an der Universität Wien (Habilitierte)
- Venia für Polnische Philologie: Przemysław Chojnowski
- Venia für Slawische Literatur- und Kulturwissenschaft: Ingeborg Jandl-Konrad
- Venia für Westslawische Philologie: Taťána Vykypělová

## Ehemalige wissenschaftliche Mitarbeiter
- Bernd von Arnim
- Sergei Sergejewitsch Awerinzew
- Nikolaus Bencsics
- Juliane Besters-Dilger
- Vladimir Biti
- Miriam Finkelstein
- Gero Fischer
- Jürgen Fuchsbauer
- Josip Hamm
- Aage A. Hansen-Löve
- Bernhard Hartmann
- Georg Holzer
- Gerta Hüttl-Folter (Worth)
- Anne Hultsch
- Vatroslav Jagić
- Rudolf Jagoditsch
- Konstantin Jireček
- Jagoda Jurić-Kappel
- Radoslav Katičić
- Natalia Korina
- Anna Kretschmer
- Otto Kronsteiner
- Andreas Leben
- Ferdinand Liewehr
- František Václav Mareš
- Ferdinand Menčík
- Bonifacy Miązek
- Heinz Miklas
- Franz von Miklosich
- Matija Murko
- Elisabeth Netzkowa (Mnatsakanjan)
- Gerhard Neweklowsky
- Alfred Nozsicska
- Włodzimierz Pianka
- Rudolf Preinerstorfer
- Karl Rajnoch
- Johannes Reinhart
- Milan Rešetar
- Tilmann Reuther
- Peter Scherber
- Heinrich Felix Schmid
- Alois Vojtěch Šembera
- Barbara Sonnenhauser
- Karel Štrekelj
- Katja Sturm-Schnabl
- Katharina Klara Tyran
- Josef Vintr
- Václav Vondrák
- Pavol Winczer
- Alois Woldan
- Günther Wytrzens
- Rosemarie Ziegler